# Groenrugvliegenvanger
De groenrugvliegenvanger (Ficedula elisae) is een vogelsoort uit de familie van de muscicapidae (vliegenvangers). De vogel werd in 1922 door Dr H. Weighold als aparte soort Muscicapa elisae beschreven. Daarna werd de vogel wordt vaak beschouwd als een ondersoort van de geelbrauwvliegenvanger (F. narcissius elisae), net als de driekleurenvliegenvanger.

## Kenmerken
De vogel is 13 tot 13,5 centimeter lang. Het mannetje is donker grijsgroen van boven met een korte gele wenkbrauwsteep. Ook de buik en borst zijn geel. Verder heeft hij een brede witte vleugelstreep. Het vrouwtje is doffer gekleurd en heeft geen wit op de vleugel.

## Verspreiding en leefgebied
Het is een trekvogel die broedt in Oost-Azië, met name in noordoostelijk China en overwintert op het schiereiland Malakka.